# Wojna Francji z koalicją hiszpańsko-austriacko-lotaryńską
Wojna Francji z koalicją hiszpańsko-austriacko-lotaryńską (na zachodzie Europy zwana często wojną francusko-holenderską lub po prostu wojną holenderską, w Polsce w skrócie nazywana jest wojną Francji z koalicją) miała miejsce w latach 1672–1679.
Wojna Francji z koalicją, która początkowo była wojną francusko-holenderską, bardzo szybko przekształciła się w wojnę Francji z poczwórnym przymierzem złożonym z Brandenburgii, Świętego Cesarstwa Rzymskiego, Hiszpanii i Holandii.
Po zawarciu przez Ludwika XIV układów z Anglią, Szwecją, Münster i Kolonią w 1670, władca francuski przygotował atak na Holandię. Ludwik XIV postanowił zemścić się za postawę Holandii podczas wojny dewolucyjnej toczonej w hiszpańskich Niderlandach.
W marcu 1672 Francja wypowiedziała wojnę Holandii, gdzie Wilhelm III Orański, podejrzewany o zamordowanie holenderskiego polityka Johana de Witta, został ogłoszony stadhouderem i stanął na czele obrony kraju. Dzięki znakomitemu przygotowaniu i ogromnej przewadze liczebnej Francuzi bez problemu, pomijając niespodziewanie Maastricht, wkroczyli w samo serce Zjednoczonych Prowincji i zdobyli Utrecht. Gdy Francuzi obiecali główne miasta holenderskie Anglikom, ci nie śpieszyli się z zajmowaniem ich, lecz próbowali wymusić na Holendrach 16 milionów guldenów w zamian za separatystyczny pokój.
To żądanie wzmocniło holenderski opór, a negocjacje dały Holandii czas na przeprowadzenie planowej akcji powodziowej, polegającej na zalewaniu zagrożonych przez Francuzów obszarów Holandii z wykorzystaniem tzw. Holenderskiej Linii Wodnej, czyli obejmującego cały kraj systemu śluz, pozwalającego taktycznie zatapiać wybrane tereny. Akcja ta wstrzymała marsz wojsk francuskich. Nie udało się także oblężenie Groningen przez biskupa Münster. Admirał Michiel de Ruyter uniemożliwił flocie angielsko-francuskiej wysadzenie desantu i przeprowadzenie ataku na Holandię od strony morza. Porażki w bitwach pod Solebay, Schooneveld i Texel zniechęciły Anglię, która wycofała się z wojny w 1674. Przeciwko Francji wkrótce opowiedzieli się cesarz Leopold I, elektor brandenburski Fryderyk Wilhelm oraz król Hiszpanii Karol II. Sytuacja Holandii uległa teraz znacznej poprawie, a Ludwik XIV, mimo udanego oblężenia Maastricht w 1673, zrezygnował z szybkiego podboju Holandii i przystąpił do mozolnej, ostrożnej wojny manewrowo-oblężniczej na wszystkich granicach Francji.
Walki nad Renem ucichły po wycofaniu się Brandenburczyków, którzy bronili się przed Szwedami w 1675. Po zwycięstwie wojsk brandenburskich pod Fehrbellin do wojny przeciw Szwedom przystąpili Duńczycy. Król francuski tymczasem zajął się popieraniem powstańców węgierskich oraz pogodzeniem walczących ze sobą Turcji i Rzeczypospolitej i skierowaniem ich przeciwko cesarzowi i Brandenburgii. Król Jan III Sobieski także pragnął oderwać się od Turków, by przy pomocy Szwedów odzyskać utracone w czasach potopu Prusy Książęce (traktat w Jaworowie).
W 1676 Francuzi zwyciężyli tylko na Morzu Śródziemnym, gdzie w bitwie pod Augustą zginął admirał holenderski Michiel de Ruyter. Sprzymierzona z Francją Szwecja straciła Skanię i przegrywała bitwy na morzu a Brandenburczycy oblegli Szczecin.
W 1677, gdy wojska francuskie odnosiły dalsze zwycięstwa w Niderlandach i nad Renem, przywódcy antyfrancuskiej koalicji zaczęli skłaniać się do rokowań pokojowych.
Wojnę z Holandią i Hiszpanią zakończył traktat w Nijmegen, podpisany w 1678, w którym Francja zdobyła od Hiszpanii ziemie Hrabstwa Burgundii (Franche-Comté) na szwajcarskim pograniczu oraz część Niderlandów hiszpańskich, a Holandia odzyskała wszystkie utracone tereny. Wielu historyków datuje koniec wojny na 1679, kiedy to Francja zawarła pokój z Cesarstwem i skończyła się walka sprzymierzonej z Francją Szwecji z Danią i Brandenburgią.

## Wstęp
Za główne przyczyny wojny historycy uważają wzrastającą rywalizację ekonomiczną między Francją i Holandią oraz dążenie króla Francji Ludwika XIV do zrewanżowania się Holandii za uniemożliwienie wykorzystania przez Francję sukcesów osiągniętych w wojnie dewolucyjnej.
Pomimo że Anglia, Holandia i Szwecja podpisały w 1668 traktat o potrójnym przymierzu, zwrócony przeciwko Francji (który zmusił Francuzów do zakończenia wojny dewolucyjnej), król Anglii Karol II zawarł w 1670 w Dover tajny pakt z Francją. W rzeczywistości Karol, czując się osobiście upokorzony rezultatami drugiej wojny angielsko-holenderskiej, zaangażował się w trójprzymierze tylko po to, by ostatecznie rozbić dawny sojusz francusko-holenderski. Oficjalnie łagodził napięcia w stosunkach między Francją a Zjednoczonymi Prowincjami, ale w sekrecie nakłaniał Ludwika XIV do uderzenia na Holandię. Otrzymał obietnicę, że po zwycięstwie Francji zostanie nagrodzony takimi miastami jak Rotterdam i Amsterdam, czyli najpotężniejszymi portami handlowymi ówczesnej Europy.
Zarówno Anglia, jak i Francja, miały nadzieję przetworzyć Holandię w państewko marionetkowe, używając ogromnych holenderskich kapitałów handlowych do zdobycia dominacji w handlu światowym. Jednak każde z tych mocarstw oczekiwało na ten moment z obawami, że nie będzie głównym beneficjentem korzyści ze zmienionej sytuacji. Dlatego podczas bitew wzajemne podejrzenia między Francuzami i Anglikami były tak duże, że np. Anglicy pilnowali się, by de Ruyter nagle nie połączył się z Francuzami. Z kolei Francuzi podejrzewali, że oranżysta admirał Cornelis Tromp, przywrócony do służby we flocie holenderskiej na początku 1673, mógłby połączyć się z Anglikami. Istotnie, de Ruyter sam nie za bardzo ufał Trompowi, lecz jego obawy okazały się zupełnie bezpodstawne. Tromp angażował się w bitwach, będąc pożytecznym jak mało kto.
Królowie Anglii i Francji ogłosili jako cel rozbiór Holandii, ale w sekrecie król Karol II zamierzał pomóc Ludwikowi XIV w podboju Holandii, by ten w zamian pomógł Karolowi II w zaprowadzeniu w Anglii religii katolickiej oraz monarchii absolutnej na wzór francuski. Podejrzewano ten ukryty cel, więc wojna ta od razu spotkała się w Anglii z dużą niechęcią, zarówno w parlamencie, jak i w całym społeczeństwie. Ponieważ parlament nie chciał wspomagać króla w tej wojnie, więc król mógł znaleźć środki na wyposażenie swej floty tylko przez oszukanie swych kredytodawców. Z tego powodu angielskie floty były stosunkowo małe, źle zaopatrzone i musiały współdziałać z francuskimi eskadrami które okazały się niedostatecznym sprzymierzeńcem.
Gdy Francuzi dokonywali inwazji na Holandię, w Holandii władzę przejęła partia oranżystów, fałszywie oskarżając poprzednich czołowych polityków Johana de Witta i jego osobistego przyjaciela admirała de Ruytera o próbę zdrady ojczyzny na rzecz Francji. W rzeczywistości oranżyści sami byli finansowani przez Anglików. Tak czy owak rząd holenderski pod Johanem de Witt upadł, a sam de Witt został zamordowany w starannie zainscenizowanym linczu. Nowym stadhouderem Holandii został Wilhelm Orański.

## Rok 1672
Stosownie do podpisanego traktatu Anglia przyłączyła się do Francji, gdy ta dokonywała inwazji na Holandię w 1672. Ponadto w inwazji wzięły także udział dwa państewka niemieckie – Arcybiskupstwo Kolonii i Biskupstwo Münsteru. Anglicy, podobnie jak w poprzednich wojnach z Holandią, zaatakowali holenderskie statki handlowe zanim wypowiedzieli wojnę. Już 13 marca na kanale La Manche holenderski konwój dowodzony przez Van Nessa zaatakowany został przez Holmesa. Tak się więc wtedy złożyło, że Anglia rozpoczęła wojnę przeciwko swemu przyszłemu królowi, rządzącemu Holandią Wilhelmowi Orańskiemu.
Dyplomacja Ludwika XIV zapewniła sobie nie tylko sojusz Anglii, ale także przychylność Szwecji (traktat w Sztokholmie w roku 1672) i neutralność cesarza Leopolda I. Świetnie przygotowani zarówno dyplomatycznie, jak i militarnie (minister wojny de Louvois doskonale wyposażył armię, a ponadto według jego pomysłu na trasach przemarszu wojsk francuskich założono magazyny zaopatrzeniowe), Francuzi wypowiedzieli wojnę Zjednoczonym Prowincjom w marcu 1672. Według planu Turenne’a na Holandię przez terytorium niemieckie uderzyć miały dwie armie francuskie o łącznej sile 120 tys. żołnierzy – jedna armia od wschodu, a druga od południa. Jednocześnie flota angielsko-francuska miała wysadzić desant na wybrzeżach Holandii.
Wydawało się, że osamotniona Holandia nie będzie w stanie stawić długotrwałego oporu. Francuska armia pod osobistym dowództwem króla Ludwika ruszyła z Charleroi i maszerowała w dół rzeki Mozy nie napotykając oporu. Później Francuzi ruszyli w kierunku Düsseldorfu. W elektoracie Kolonii znajdowali się na terytorium sprzymierzeńca, i główna armia wkrótce ruszyła z Düsseldorfu w dół Renu, korpus Turenne’a na lewym brzegu, a Kondeusza Wielkiego na prawym. W tym samym czasie korpus pod wodzą marszałka Luxembourga złożony z wojsk francuskich oraz wojsk sprzymierzonych (Kolonia i Münster) przemieszczał się z Westfalii w kierunku Over-Yssel i Groningen.
Znajdujące się nad Renem twierdze w niewielkim stopniu hamowały pochód Turenne’a i Kondeusza Wielkiego. Wilhelm Orański ze stosunkowo niewielką armią polową usiłował bronić linii Ysse-Ren, lecz Francuzi 12 czerwca błyskawicznie sforsowali Ren pod Tollhuis i wkroczyli między rzeki Leck i Waal. Kondeusz teraz radził przeprowadzić rajd kawaleryjski na Amsterdam, lecz Ludwik, działający podług sugestii ministra wojny Louvoisa, przed wkroczeniem do prowincji Utrecht wolał opanować Nijmegen, Gorinchem i inne miejscowości.
Plan Kondeusza przeprowadził częściowo hrabia Rochefort, który na czele 1800 jazdy opanował Amersfoort i Naarden. Jego dalsze postępy zahamowane zostały pod Muyden, którego bronił holenderski garnizon. Wracając do głównych sił Rochefort zajął po drodze Utrecht. Ludwik ruszył teraz na Amsterdam, łamiąc wszelki napotykany opór, który nie był zbyt wielki, co zapowiadało, że kampania będzie krótka, a cała Holandia niebawem zostanie opanowana.
Król Anglii Karol, zawsze popierany przez partię oranżystów, miał nadzieję, że ci po objęciu władzy, chcąc uratować się przed Francją, zgodzą się na uczynienie z Holandii angielskiego protektoratu. Jednak wkrótce okazało się, że nowy stadhouder nie miał na to najmniejszej ochoty. Udowodnił to, gdy w wyniku jego decyzji zwycięski pochód armii francuskich zahamowany został dzięki holenderskiemu systemowi śluz zalewowych, znanych pod nazwą „Holenderska linia wodna”. Była to linia umocnień obronnych oparta na szczególnych warunkach terenowe w Holandii, jak depresje, kanały, liczne śluzy, służąca do planowego zalewania określonych terytoriów. Pomysł ten narodził się jeszcze w trakcie walk Holendrów z Hiszpanami, a w 1629 roku zaczął go realizować Fryderyk Henryk Orański, książę Nassau. Otwarcie śluz spowodowało, że znaczna część Holandii została zalana, zmuszając agresorów do wycofania się. Zanim jednak najeźdźcy zostali powstrzymani przez „Holenderską Linię Wodną” Francuzi zdążyli opanować znaczną część Niderlandów. W holenderskiej historii 1672 znany jest jako „Rok Katastrofy” (hol. Rampjaar).
Naród holenderski, widząc zagrożenie swej niedawno wywalczonej w walce z Hiszpanami niepodległości, ruszył z ofiarnością do walki. Miesiąc wcześniej obywatele Utrechtu odmówili zburzenia swych podmiejskich domów, w konsekwencji czego obrona fortyfikacji była niemożliwa. Teraz przerwano tamy i otworzono śluzy, a Amsterdam został zatopiony, wobec czego najeźdźcy byli bezsilni. W tym samym czasie Zelandia odparła francuski rajd z Ath na Ardenburg, a to naruszenie neutralności hiszpańskich Niderlandów dało Hiszpanii pretekst do wystąpienia po stronie Holandii. Także Marszałek Luxembourg, pomimo początkowych sukcesów, został odparty spod Groningen. Wkrótce Holendrzy zawarli przymierze z elektoratem Moguncji i Brandenburgią, a zaraz potem do przymierza dołączyła także Hiszpania, obawiającą się o swoje flamandzkie posiadłości. Gdy do wojny po stronie Holendrów przystąpił cesarz Leopold I, Ludwik XIV zamiast z jednym państwem musiał walczyć z potężną koalicją.
Od momentu powstrzymania francuskiej ofensywy lądowej decydującego znaczenia nabrały działania na morzu. Flota angielska złożona z 60 okrętów miała trudności z koncentracją pod dowództwem księcia Yorku. W maju do floty angielskiej dołączyli Francuzi z 40 okrętami, dowodzeni przez d’Estreesa. W końcu sprzymierzeni wpłynęli na Morze Północne, jednak nie zdecydowali się na działania ofensywne wobec Holendrów. Angielska flota była nie najlepiej zaopatrzona, i została zmuszona rzucić kotwice w zatoce Southwold na wybrzeżu koło Suffolk, by zdobyć wodę i zaopatrzenie.
Holendrzy, którzy w tym czasie musieli się zmagać z inwazją przeważających sił francuskich, pomimo tego wystawili flotę złożoną z 70 do 80 liniowców, a naczelne dowództwo przekazano w ręce Michiela de Ruytera.
Niespodziewany atak de Ruytera latem 1672, mający swój epilog w postaci czerwcowej bitwy pod Solebay, powstrzymał flotę sprzymierzonych od zablokowania Holendrów w ich portach, a także uniemożliwił wysadzenie desantu na wybrzeżach Holandii. Takie zablokowanie groziłoby likwidacją holenderskiego handlu morskiego, który był głównym źródłem dochodów Holandii. Osłabiona materialnie Holandia nie mogłaby już długo stawiać oporu. Plany te nie powiodły się, a do tego sami Anglicy wkrótce zostali odcięci od handlu bałtyckiego, który zaopatrywał ich w drewno i smołę.
Jesienią wojna rozszerzyła się i objęła tereny nad Renem. Nie można było podjąć próby zdobycia Amsterdamu zanim lód nie skuje wody, która zalała znaczne obszary kraju. Dlatego Turenne został wysłany do Westfalii, a Kondeusz do Alzacji, gdy w tym samym czasie sformowano korpus obserwacyjny nad Mozą, by pilnować hiszpańskich Niderlandów.
Antyfrancuska koalicja nie rozwinęła jeszcze wówczas w pełni swych sił, a do tego Turenne z talentem powstrzymał pochód wojsk cesarskich pod Montecuccolim i brandenburskich pod Fryderykiem Wilhelmem. Wojna manewrowa nad środkowym Renem zakończyła się zwycięstwem Francuzów, i sprzymierzeni ponownie zwrócili się przeciwko terytoriom Kolonii i Münster, podczas gdy Wilhelm Orański, rozczarowany tym, że nie może połączyć się ze sprzymierzeńcami, między wrześniem a grudniem dokonał śmiałego, lecz ostatecznie nieudanego rajdu na Charleroi.

## Rok 1673
Marszałek Luxembourg, któremu zimą 1672/73 zostawiono komendę nad armią francuską w Holandii, dokonał w marcu niezwykle śmiałej próby zdobycia Lejdy i Hagi, idąc z Utrechtu przez zamarznięte wody powodziowe. Lecz nagła odwilż sprowadziła poważne niebezpieczeństwo dla jego sił i musiał dokonać pełnego trudu odwrotu wzdłuż grobli do Utrechtu. Holandia ponownie została zatopiona w roku 1673, ale tym razem nie w wyniku celowego działania, a na skutek gwałtownej odwilży.
W Niemczech natomiast koalicja antyfrancuska nie tylko została zahamowana, ale była nawet krok za krokiem wypierana przez Turenne’a, który przy tej okazji wykazał rzadki stopień energii. Armię Turenne’a wspierały w tych walkach wojska Kolonii i Munster.
Elektor brandenburski Fryderyk Wilhelm, pobity i wymanewrowany podczas ciężkiej kampanii zimowej, zmuszony został do wycofania się nad Wezerę. Nie uzyskawszy dostatecznego wsparcia wojsk cesarskich 6 czerwca 1673 zawarł w końcu separatystyczny pokój.
Następnie Turenne zwrócił swą uwagę na zbierające się w Czechach wojska cesarskie i postanowił powstrzymać ich marsz koło Wetzlar. W międzyczasie inne francuskie armie przeszły do działania. Sformowane zostały korpusy obserwacyjne w Rousillon i Lotaryngii. Kondeusz w Holandii miał wznowić swoje wysiłki przeciwko wojskom broniącym Amsterdamu, jednak zimowe zmagania wojenne nad Renem w poważnym stopniu zredukowały francuskie siły w Holandii, ograniczając ich możliwości ofensywne do minimum.
Armia Ludwika, początkowo zebrana w celu dania odsieczy dla Charleroi, ruszyła na Maastricht i po krótkim oblężeniu, w którym Vauban kierował pracami oblężniczymi, ta najważniejsza twierdza zdobyta została 29 czerwca. Jednak był to ostatni poważny sukces francuskich armii na terenie Holandii, gdyż wystąpienie Hiszpanii po stronie Holendrów (z którą przez 80 lat Holendrzy walczyli o niepodległość do 1648), spowodowało konieczność większego zaangażowania się Francji na innych frontach i wycofania się z terytorium Holandii.

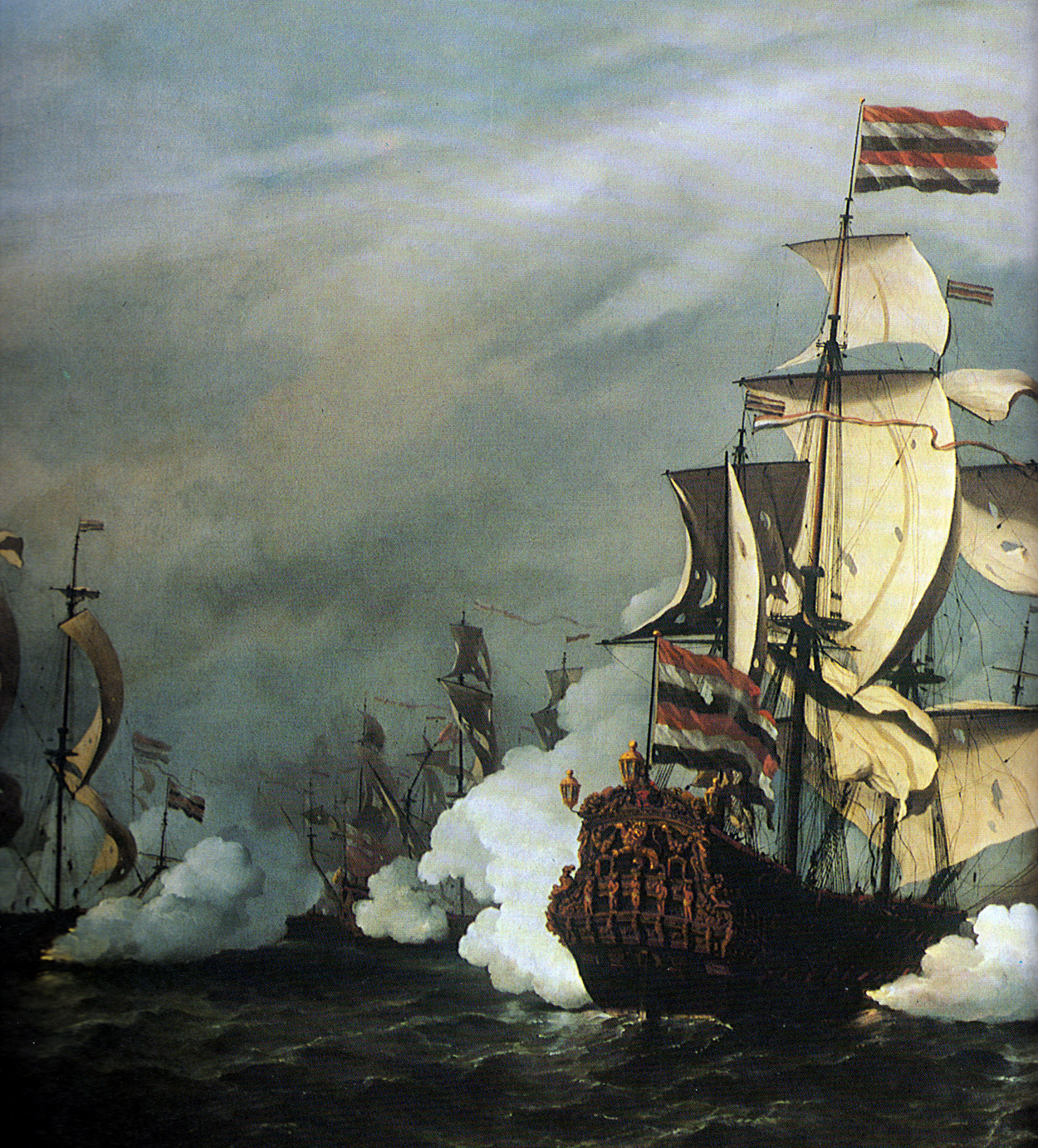
Bitwa pod Texel, mal. Willem van de Velde młodszy

Na morzu Anglicy i Francuzi dokonali kolejnej próby inwazji na wybrzeża Holandii. Na stanowisku dowódcy floty angielskiej księcia Yorku zastąpił książę Rupert. Miał 54 okręty, a ponadto dołączyła do niego francuska eskadra d’Estreesa z 27 okrętami. Po zaokrętowaniu żołnierzy flota sprzymierzonych stanęła w pobliżu wybrzeży Holandii. Broniący dostępu Holendrzy, zakotwiczeni w Schooneveld, dysponowali jedynie 55 okrętami. Podejrzewając, że Holendrzy ze względu na słabość swych sił boją się wyjść w morze, Anglicy i Francuzi sami zaatakowali, zostali jednak odparci dzięki pomysłowości holenderskiego admirała. W 7 dni później, 4 czerwca, doszło do drugiego starcia, w którym Anglicy uniknęli całkowitego pogromu tylko dzięki szczupłości sił holenderskich. Po przegranej podwójnej bitwie pod Schooneveld poszatkowana flota angielska wpłynęła do ujścia Tamizy, by dokonać licznych napraw.
W końcu lipca sprzymierzeni znów pojawili się u wybrzeży Holandii, mając zaokrętowanych 4 tys. żołnierzy na okrętach wojennych i 2 tys. na transportowych. Flota De Ruytera została powiększona do 70 okrętów, ale i sprzymierzeni byli silniejsi, mając 90 okrętów. Jednak w sierpniu Holendrzy odnieśli jeszcze bardziej zdecydowane zwycięstwo pod Texel. Ostatnia, jak się później okazało, angielsko-francuska próba wysadzenia desantu na wybrzeżach Holandii została całkowicie udaremniona. Skutek tych niepowodzeń był taki, że między Francuzami i Anglikami wybuchła wielka kłótnia. Brak pieniędzy i narastająca wrogość popularnej opozycji do sojuszu z Francją coraz silniej skłaniały króla Anglii Karola II do rezygnacji ze swych ambitnych planów i wycofania się z tej wojny. Do tego w Ameryce Północnej w 1673 Holendrzy odebrali Anglikom Nowy Amsterdam.
Kondeusz Wielki z braku wystarczających sił nie zrobił żadnych postępów w sprawie opanowania Amsterdamu, w przeciwieństwie do Holendrów, którzy pod wodzą Wilhelma Orańskiego odebrali 14 września Naarden. Ludwik XIV, po zdobyciu Maastricht poprowadził swą armię na południe do Lotaryngii i najechał ziemie elektoratu Trewir. Jednak nie udało się dokonać żadnych ważnych zdobyczy. Także cała letnia kampania Turenne’a, który od Wetzlar przesunął się do Aschaffenburga, nie przyniosła większych sukcesów.
Ludwik XIV w tym samym czasie koncentrował potężną armię, mając na celu podbój Franche-Comte. Przygotowywana wyprawa króla Francji zmniejszyła siły francuskie w Niemczech. Wykorzystując to wojska cesarskie, mając teraz przewagę liczebną, przystąpiły do ofensywy. Maszerując przez Norymbergę nad Men (gdzie dotarł 3 września), Montecuccoli wyparł Turenne’a do doliny rzeki Tauer. Następnie z pomocą wojsk biskupa Würzburga zmylił Francuzów i przeprawił się na prawy brzeg Menu zanim Turenne zdążył zareagować.
Sytuację wojsk francuskich gwałtownie pogorszyło dotarcie armii cesarskiej do Frankfurtu nad Menem. Wybitny wódz cesarski Raimondo Montecuccoli zdołał osiągnąć główny cel XVII-wiecznej strategii, zmuszając nieprzyjaciela do wyczerpujących i bezużytecznych marszów. Sprawił, że francuski odwrót nad Ren był niezwykle bolesny i kosztowny. Wkrótce Montecuccoli przeprawił się przez Men pod Moguncji i wkroczył do Trewiru. Turenne nie był zdolny do niczego więcej, jak do przeszkadzania przeciwnikowi w ruchach i zajęcia pozycji obronnej chroniącej Alzację. Obrona była na tyle skuteczna, że Montecuccoli zwrócił się na północ by połączyć się z hiszpańsko-holenderską armią Wilhelma Orańskiego, który wyparł słabą armię Kondeusza i szybko maszerując 22 października dotarł do Venlo, skąd ruszył na Koblencję. Elektor Trewiru, który nie zapomniał wiosennych łupiestw armii francuskiej, poszedł za przykładem biskupa Würzburga i dał wolne przejście do Koblencji. Wilhelm Orański i Montecuccoli połączyli swe siły na terenie elektoratu i natychmiast oblegli Bonn. Twierdza ta padła 12 listopada, a wojska sprzymierzonych opanowały wkrótce nieprzerwaną linię od Amsterdamu do Breisgau, podczas gdy niemieccy sprzymierzeńcy Francji Kolonia i Münster, teraz izolowani, musieli zawrzeć separatystyczny pokój. Francuzi w tym roku stracili ponadto kilka twierdz nad Mozą, włączając w to Grave i Huy. Armia holenderska Wilhelma Orańskiego rozłożyła się na leże zimowe w Holandii, a wojska cesarskie Montecuccolego w Kolonii i Jülich. Natomiast Hiszpanie, którzy wspomagali armię Wilhelma Orańskiego, rozłożyli się na zimę w swoich prowincjach nad Mozą.

## Rok 1674
Francja straciła swego najsilniejszego sojusznika, gdyż Anglia, zrażona dotychczasowymi niepowodzeniami, zawarła z Holandią traktat pokojowy w Westminster 19 lutego 1674. Król Karol II nie mógł dalej ciągnąć tej wojny, ponieważ parlament angielski nie chciał już dłużej łożyć pieniędzy. Anglików przeraził ponadto nieoczekiwany fakt, że holenderscy kaprzy zdołali zdobyć więcej angielskich statków (ponad 550) niż angielscy holenderskich. Doszło nawet do tego, że Anglia musiała zawiesić Akt Nawigacyjny, który zabraniał kupowania statków zbudowanych za granicą. Warunkiem zawartego pokoju było zalegalizowanie zdobyczy z 1667, czyli że utracona w 1667, ale odzyskana przez Holendrów w 1673 Nowa Holandia przypadnie Anglii, a Surinam, zdobyty przez Holendrów w 1667, pozostanie własnością Holandii.
Tak więc wszyscy dotychczasowi sprzymierzeńcy Ludwika XIV opuścili go, a do tego niemieccy książęta i całe cesarstwo skupiły się wokół cesarza Leopolda I. W styczniu 1674 do antyfrancuskiej koalicji przystąpiła Dania, a zaraz po niej powróciła do koalicji Brandenburgia.
Dlatego w 1674 Ludwik XIV ewakuował resztę swych sił z terenu Holandii, z której wyciągnął znaczące dochody skarbowe, a także kwaterował w niej swe wojska bez konieczności ponoszenia wydatków z własnego skarbu. Dzięki temu francuskie zasoby finansowe były niemal nietknięte przed nadchodzącą kampanią, w której Francja samotnie stawiać musiała czoła potężnej koalicji. Korpus obserwacyjny w Rousillon wciąż pełnił swoją służbę, a jego dowódca, marszałek Schomberg, przeprowadził udaną kampanię przeciw wojskom hiszpańskim.
Co do walk prowadzonych na morzu król Francji zdawał sobie sprawę z tego, że jego flota nie jest jeszcze gotowa, by stawić czoło holenderskiej flocie w otwartej walce, chętnie więc wycofał swoje okręty z Morza Północnego i oceanu. Holendrom, którzy musieli płacić pokaźne subwencje dla swych niemieckich sprzymierzeńców, a także pokaźne kwoty wydawać na dużą armię lądową niewiele zostawało na flotę. Na pewien czas chętnie ograniczyli się jedynie do ochrony swego handlu przed francuskimi kaprami. W 1674 wybuchło powstanie na Sycylii wymierzone przeciwko hiszpańskiemu panowaniu, co dało szansę królowi Francji do opanowania tej wyspy. Hiszpania, niezdolna do samodzielnej obrony swej posiadłości, poprosiła Holendrów o pomoc ich floty.
Bezpośrednim udziałem Ludwika XIV w kampanii 1674 była jak zwykle wojna oblężnicza. Długo przygotowywana potężna armia pod jego osobistym dowództwem podbiła Franche-Comté w 6 tygodni, a Ludwik, wspomagany przez geniusz Vaubana, zdobył Besançon w 9 dni.
Kampania Turenne’a nad Renem zaczęła się w maju wraz z inwazją na Niemcy, podjętą między innymi w celu zapewnienia spokoju wojskom francuskim działającym we Franche-Comté, opanowania Alzacji i Lotaryngii oraz dla osłony francuskich operacji w Niderlandach. Dla wykonania tego zadania wódz francuski dostał początkowo do dyspozycji tylko 7 tys. żołnierzy. Wódz cesarski Bournonville, który zastąpił Montecuccolego, rozłożył swe siły w elektoratach Kolonii i Trewiru. Armia południowo-niemiecka w Breisgau, po nieudanej próbie inwazji na Alzację, przesunęła się na północ do doliny rzeki Neckar z zamiarem połączenia się z siłami Bournonville’a, który ruszył im na spotkanie w górę Renu. Henri de Turenne za wszelką cenę starał się zaatakować armię południową dowodzoną przez księcia Lotaryńskiego i hrabiego Caprarę, zanim połączenie z Bournonvillem dojdzie do skutku. Pozorując zamiar przejścia na prawy brzeg Renu, Turenne zmusił cesarską armię Caprary (6 tys. żołnierzy) do wycofania się z lewego brzegu Renu. Idąc w górę Renu, równolegle do południowej armii cesarskiej księcia Lotaryńskiego (4 tys. żołnierzy) uniemożliwił mu przeprawę na lewy brzeg rzeki. Na wieść, że idąca na pomoc armiom Caprary i Karola Leopolda Lotaryńskiego armia A. Bournoville’a jest już blisko, Turenne postanowił dokonać wypadu za Ren i zniszczyć armię Caprary i księcia Lotaryńskiego, przed nadejściem pomocy. W tym celu na początku czerwca przeprawił się przez Ren pod Philippsburgiem, a 16 czerwca uderzył na przeważające siły księcia Lotaryńskiego i Caprary zajmujące okopane pozycje pod Sinsheim. Bitwa zakończyła się całkowitym zwycięstwem Francuzów, którzy wkrótce pobili 7 lipca armię Bournonville’a pod Ladenburg koło Heidelbergu, zmuszając ją do opuszczenia doliny Neckaru. Następnie Turenne, mając 15 tys. żołnierzy, obszedł lewe skrzydło armii Bournoville’a, rozłożone kordonem na północnym brzegu Neckaru. Jednak armia cesarska, nie związana z frontu, wycofała się do Frankfurtu. Po pokonaniu armii cesarskiej Turenne wkroczył do Palatynatu, który zgodnie z taktyką XVII-wiecznych wojen dokładnie spustoszył, na skutek czego nie był w stanie utrzymać tam swej armii i wrócił za Ren. Elektor Palatynatu wyzywał nawet wodza francuskiej armii na pojedynek, ale Turenne zignorował to wyzwanie. W tym czasie pokonana, ale nie rozbita armia cesarska Bournonville’a wciąż stała w pobliżu Frankfurtu nad Menem, a zbliżała się do niej z wielką szybkością armia brandenburska osobiście dowodzona przez Wielkiego Elektora.

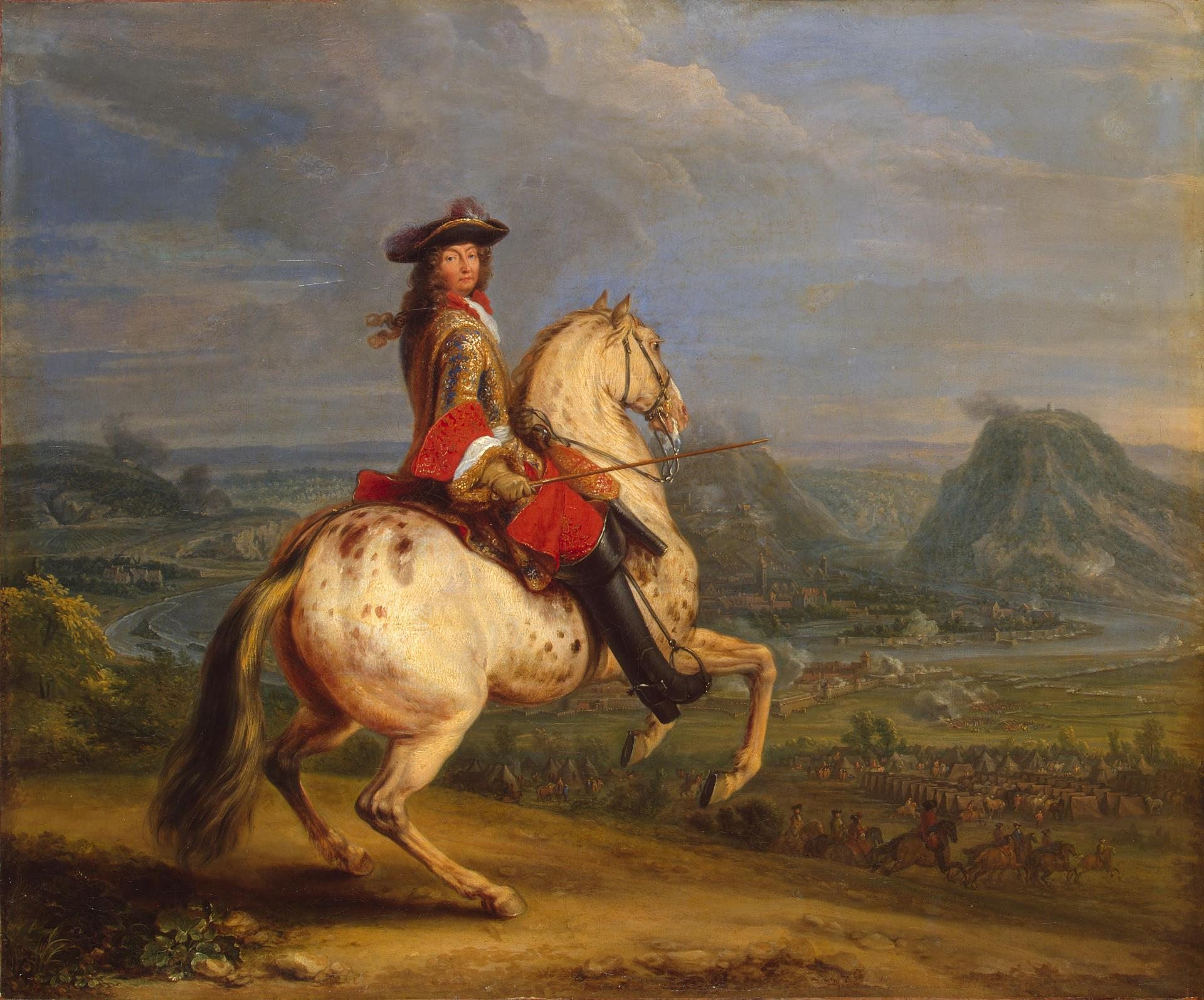
Henri Turenne pod Miluzą

Tymczasem Kondeusz Wielki, działając w Niderlandach, stawiał opór przeważającym siłom hiszpańsko-holendersko-austriackim dowodzonym przez Wilhelma Orańskiego i trzymał linię Mozy od Grave do Charleroi nad Sambrą. Wojna w tym okresie była pamiętna z powodu ostatniej wielkiej bitwy Kondeusza, a pierwszej Wilhelma Orańskiego – nierozstrzygniętej bitwy pod Seneffe 11 sierpnia 1674, która uniemożliwiła wojskom antyfrancuskiej koalicji dokonanie planowanej inwazji na Francję.
Na froncie niemieckim po nieśmiałej próbie najazdu na Lotaryngię, którą Turenne z łatwością powstrzymał, wojska cesarskie Bournonville’a (36 tys. żołnierzy) na początku października niespodziewanie pośpiesznym marszem ruszyły w pobliże mostu w Strasburgu i ponownie przekroczyły Ren. Władze tego miasta okazały się nie mniej przychylne cesarzowi niż biskup Würzburga w roku 1673 i Bournonville uzyskał wolne przejście zanim Turenne zdążył się temu przeciwstawić. Francuski wódz zdecydowany był, tak jak to zrobił pod Sinsheim, zapobiec połączeniu dwóch wrogich armii. Bournonville w oczekiwaniu na nadejście armii brandenburskiej pod dowództwem elektora brandenburskiego Fryderyka Wilhelma zajął umocnioną pozycję pod Enzheim. Turenne, mający 22 tys. żołnierzy próbował wyprzeć Bournonville’a z powrotem za Ren. Armia brandenburska Fryderyka Wilhelma, licząca 20 tys. żołnierzy, wciąż przebywała w dolinie rzeki Neckar, gdy 4 października doszło do bitwy pod Enzheim, oddalonego kilkanaście kilometrów od Strasburga. Tym razem jednak nie udało się pobić armii cesarskiej. Wkrótce przeważające siły Bournonville’a powiększone jeszcze przez przybycie elektora, rozlały się po całej Alzacji. Nad połączoną armią cesarsko-brandenburską naczelne dowództwo objął elektor Fryderyk Wilhelm. Od października do listopada połączone armie niemieckie zajmowały kwatery zimowe we wszystkich miastach alzackich od Belfort do Strasburga. Wydawało się, że z powodu słabości swych sił Turenne, który wycofał się do Dettweiler, nie mógł nic zrobić. Jednak Turenne przeprowadził kolejną zimową kampanię, najbardziej błyskotliwą w jego karierze jako wielkiego wodza. Najpierw dla zmylenia wroga obsadził twierdze w środkowej Alzacji. Następnie wycofał po cichu armię polową do Lotaryngii i w grudniu ruszył na południe, zbierając po drodze wszystkie dostępne posiłki. Gdy siły jego osiągnęły stan 30 tys. żołnierzy, wspomaganych przez pospolite ruszenie szlachty (tzw. arrière-ban), maszerując z pełną szybkością przekroczył Wogezy, a w ostatnich krokach swego marszu podzielił swe siły na małe oddziały, by zmylić wywiadowców nieprzyjaciela. Po ciężkim i forsownym marszu przez górzysty kraj, który dodatkowo utrudniały panujące w owym czasie śnieżyce, Francuzi połączyli się koło Belfort, i nie tracąc czasu wdarli się do Alzacji od południowego zachodu. Rozproszone wojska cesarskie były wypierane w kierunku Strasburga, a niemal każdy z oddziałów usiłujących stawiać opór był niszczony. Bournonville zebrawszy wszystkie siły, jakie mógł, 29 grudnia stawił czoło armii Turenne’a pod Miluzą, gdzie został jednak kompletnie pobity.

## Rok 1675
Po grudniowych sukcesach zwycięskie wojska francuskie kontynuowały marsz na Colmar, gdzie stacjonował elektor brandenburski Fryderyk Wilhelm, obecnie naczelny wódz sił cesarsko-brandenburskich w Alzacji. Turenne pobił wojska niemieckie 5 stycznia pod Turckheim. Kilka dni później Turenne mógł ogłosić, że nie ma nieprzyjacielskich wojsk na terenie Alzacji. Jego zwycięska armia mogła teraz zająć zimowe kwatery wokół Strasburga i ściągać niezbędne dla swego utrzymania zaopatrzenie nie tylko z niemieckiego brzegu Renu, ale nawet z doliny rzeki Neckar. Po tym, jak wojska cesarsko-brandenburskie wycofały się za Ren, dowództwo nad siłami cesarskimi nad Renem, które liczyły w tym momencie 12 tys. piechoty i 14 tys. jazdy, objął wiosną Raimondo Montecuccoli.
Początek roku był więc dla Francuzów obiecujący. Wiosną zachęcony tymi powodzeniami Ludwik XIV osobiście ruszył w pole i podczas kampanii niderlandzkiej w maju i czerwcu jego armia odzyskała większość utraconych fortec nad Mozą, a ponadto zdobyła Liège i Limbourg. Także francuskie korpusy ekspedycyjne na Sycylii mogły pochwalić się sukcesami w walce z wojskami hiszpańskimi, które ponadto musiały stawić czoło francuskiej armii Schomberga, która najechała Katalonię.
W tym czasie nad Renem Turenne prowadził swą ostatnią w życiu kampanię przeciwko wojskom cesarskim dowodzonym przez Montecuccolego. Ponieważ do wojny po stronie Francji przystąpiła Szwecja, armia brandenburska Fryderyka Wilhelma szybkim marszem podążyła znad Renu w kierunku wybrzeży Bałtyku, gdzie operowały wojska szwedzkie. Wykorzystując swe doświadczenia z okresu walk na terenie Rzeczypospolitej władca Brandenburgii zostawił tabory i w ciągu dwóch tygodni pokonał odległość 250 kilometrów, co było najszybszym pochodem w historii zachodnioeuropejskiej sztuki wojennej. Kolejnym popisem wojsk brandenburskich w tej wojnie było zwycięstwo nad uznawanymi dotąd za niepokonanych Szwedami, jakie Derfflinger odniósł pod Fehrbellin (28 czerwca 1675). Porażka ta była szokiem dla armii szwedzkiej, która już do końca wojny nie była w stanie odzyskać inicjatywy. Wkrótce zwycięskie wojska brandenburskie wkroczyły na Pomorze szwedzkie, na które wkrótce wkroczyły również wojska duńskie, gdyż do wojny przeciw osłabionej Szwecji przyłączyła się Dania, ośmielona niedawną klęską Szwedów. Ludwik XIV w poszukiwaniu nowych sprzymierzeńców zawarł 11 czerwca w Jaworowie tajny traktat z władcą Rzeczypospolitej Janem III Sobieskim, którego celem było doprowadzenie do pokoju między Rzecząpospolitą a Turcją i skierowanie obu państw przeciwko Brandenburgii i Cesarstwu. Ponadto wysłannikom francuskim udało się doprowadzić do powstania antycesarskiego na Węgrzech.
W maju Montecuccoli zbliżył się do Strasburga, chcąc przekroczyć Ren. Turenne z armią liczącą 12 tys. piechoty i 10 tys. jazdy groźbą bombardowania zmusił Strasburg do zachowania neutralności. Wobec tego Montecuccoli spróbował odciągnąć Turenne’a spod Strasburga i w tym celu przeszedł na lewy brzeg Renu pod Spirą. W tym samym czasie Turenne przeprawił się na prawy brzeg pod Ottenheim i rozłożył obóz pod Willstätt, co zagroziło składom i magazynom wojsk cesarskich znajdującym się w Offenburgu i jednocześnie osłaniało drogę na Strasburg. Zagrożony Montecuccoli wycofał się więc na prawy brzeg i zajął pozycję blisko swych składów pod Offenburgiem, skąd zamierzał uderzyć na most pod Ottenheim. Przewidując zamiary przeciwnika Turenne wzmocnił posiłkami załogę przyczółka mostu. To spowodowało, że Montecuccoli cofnął się do Offenburga, a następnie 5 lipca zajął umocnioną pozycję nad rzeką Rench, opierając prawe skrzydło swej armii o Ren. Turenne stanął ze swą armią naprzeciw cesarskich pozycji pod Neu Freistett i obsadził wyspy na Renie. Gdy 23 lipca wódz francuski podjął próbę obejścia lewego skrzydła armii cesarskiej, Montecuccoli 26 lipca cofnął się na południowy wschód, chcąc połączyć się z grupą wojsk cesarskich idących od strony Offenburga. Francuzi nie chcieli dopuścić do tego połączenia, co doprowadziło 27 lipca do katastrofy pod Nieder Sasbach. Choć sama bitwa była nierozstrzygnięta, armia francuska straciła jednego z najwybitniejszych wodzów w swej historii, który zginął od kuli działowej na początku bitwy, w czasie przygotowania natarcia na obsadzoną przez wojska cesarskie wieś Nieder Sasbach. Przyszłość miała nie po raz pierwszy pokazać, jak bardzo nawet najlepiej zorganizowana armia jest zależna od talentu swego naczelnego wodza. Wkrótce po tej tragicznej bitwie Francuzi 29 lipca wycofali się za Ren, odpierając natarcie wojsk cesarskich pod Altenheim. W niedługi czas potem wojska francuskie zostały wypchnięte aż pod Wogezy. W tym samym czasie książę Lotaryński pobił 11 sierpnia armię francuską marszałka Créquy pod Konzer Brücke nad Mozelą i 6 września odzyskał Trewir, zdobyty przez Turenne’a jesienią 1673 roku. Sytuacja stała się bardziej niż alarmująca, dlatego, by ją ratować dowództwo nad Renem otrzymał Kondeusz Wielki, który przejął całą armię po Turennem, którą wzmocnił resztkami pobitej armii marszałka Créquy. W tym czasie we Flandrii naczelne dowództwo po Kondeuszu objął Luxembourg. Montecuccoli nie zdołał ruszyć Kondeusza z zajętych przez niego pozycji. Wkrótce nowy wódz francuski odniósł ostatni w swej karierze sukces i dzięki ostrożnej strategii i mądrym manewrom zmusił armię cesarska Montecuccolego do odwrotu za Ren. W końcu tego roku doszło do rewolucji kadrowej w obu przeciwnych armiach, gdyż zarówno Kondeusz Wielki, jak i Raimondo Montecuccoli zostali odwołani ze stanowiska naczelnego wodza swych armii nad Renem.
We wrześniu 1675 na Morze Śródziemne posłano eskadrę holenderską złożoną z 18 liniowców i 4 branderów. Na czele wyprawy stanął admirał De Ruyter, który poprzednio wraz z całą eskadrą blokował wybrzeża zachodniej Francji i prowadził działania na Antylach. Siły nie były wystarczające, ale było to wszystko, co Holandia mogła wysłać bez wystawiania na niebezpieczeństwo swoich wybrzeży. Admirał holenderski, któremu sojusznicy hiszpańscy bardziej przeszkadzali niż pomagali, robił wszystko, by w tych trudnych warunkach wykonać powierzone sobie zadanie. Krążył w okolicach Messyny, by przechwytywać zaopatrzenie dla francuskiego garnizonu na Sycylii dostarczane przez eskadrę 20 okrętów francuskich dowodzoną przez najwybitniejszego w historii Francji dowódcę na morzu Abrahama Duquesne’a.

## Rok 1676
Michiel de Ruyter, zdając sobie sprawę z faktu, że musi oszczędzać swą niewielką flotę tak bardzo, jak to tylko możliwe, nie ryzykował tak brawurowych ataków jak w latach 1672 i 1673. Gdy 7 stycznia 1676 w pobliżu wysp Liparyjskich pojawił się Duquesne, De Ruyter pozwolił mu zająć pozycje korzystne względem wiejącego wiatru, a 8 stycznia pod Stromboli czekał pasywnie na atak przeciwnika. Francuzi zaatakowali chaotycznie i ich czołowe statki zostały silnie podziurawione, a cała ich flota została na tyle uszkodzona, że nie była w stanie ścigać wycofujących się Holendrów. Duquesne po bitwie dotarł do Messyny i połączył się z zakotwiczonymi tam okrętami. De Ruyter natomiast popłynął do Palermo, które było pod panowaniem Hiszpanów. Po drodze zatonął jeden z jego okrętów, co zmniejszyło jego skromną flotę do 17 okrętów.
Sukcesy floty francuskiej na Morzu Śródziemnym na początku roku umożliwiły francuskiemu korpusowi na Sycylii, dowodzonemu przez marszałka Vivonne dokonać znaczących postępów, których ukoronowaniem była zwycięska bitwa pod Messyną, stoczona 25 marca. Po tej bitwie marszałek Vivonne otrzymał stanowisko wicekróla Sycylii. Na północy Ludwik XIV osobiście, pod przewodnictwem swoich marszałków i Vaubana, prowadził wojnę manewrową w okolicach twierdzy Valenciennes przeciwko wojskom holendersko-hiszpańskim dowodzonym przez Wilhelma Orańskiego. Próba zdobycia Maastricht przez Wilhelma Orańskiego udaremniona została przez wchodzący w skład królewskiej armii korpus Schomberga. W tym czasie Rochefort opanował ziemie leżące nad Mozą oraz Luksemburg.
Na Pomorzu szwedzkim wojska brandenburskie obległy Szczecin. W kwietniu Duńczycy wysadzili desant na Gotlandii, a flota duńsko-holenderska pod wodzą admirała Nielsa Juela stoczyła 25 maja ze Szwedami bitwę koło wyspy Rugii. W kilka dni później Cornelis Tromp i Niels Juel rozbili flotę szwedzką dowodzoną przez admirała Lorentza Creutza w pobliżu wyspy Olandii, zabezpieczając w ten sposób działania duńskiej armii lądowej w Skanii, gdzie duńskie wojska w sile 15 tys. żołnierzy 29 czerwca 1676 pod osobistym dowództwem króla Chrystiana V zaatakowały Helsingborg, a następnie w zaskakująco krótkim czasie zaledwie jednego miesiąca opanowały niemal całą Skanię. Jednak drugi duński atak, przeprowadzony od strony Norwegii, został powstrzymany na skutek klęski pod Halmstad (17 sierpnia 1676).
W tym okresie wojny główne działania na morzu ograniczały się do Morza Śródziemnego, gdzie do floty holenderskiej dołączyła eskadra hiszpańska w sile 10 okrętów dowodzona przez markiza Bayonę. Posiłki te niewiele pomogły Holendrom podczas kwietniowej bitwy pod Augustą, stoczonej z 29 okrętami francuskimi pod wodzą Duquesne’a. W bitwie tej śmiertelnie raniony został Michiel de Ruyter. Na wieść o tym Duquesne, mający wielki szacunek do holenderskiego admirała przerwał walkę i wycofał się. Wkrótce przewieziony do Syrakuz de Ruyter zmarł. Znajdująca się tutaj flota miesiąc później została w znacznej mierze zniszczona przez flotę Duquesne’a (bitwa pod Palermo).
Posiłki wysłane z Holandii zostały zatrzymane w Cieśninie Gibraltarskiej i zablokowane w Kadyksie. Francuzi pozostali panami Morza Śródziemnego. W międzyczasie narastała coraz większa niezgoda między Francją i Anglią. Ludwik XIV wymuszał swoje wojenne prawa na morzu z takim pogwałceniem neutralności, jakie Anglia okazywała w późniejszych czasach. Jego oficerowie marynarki wojennej nalegali, by rekwirować holenderskie statki pływające pod angielską banderą.
W Niemczech marszałek François de Créquy, który niedawno wrócił z cesarskiej niewoli (do której trafił w poprzednim roku po nieszczęsnej bitwie pod Konzer Brücke), bronił Lotaryngii przed armią cesarską, jednak nie był w stanie zapobiec utracie Philippsburga (17 września 1676). Wojska francuskie w sposób planowy i systematyczny spustoszyły obszary leżące między Mozą a Mozelą (podobnego spustoszenia Francuzi dokonali na obszarze Palatynatu w 1674). Koniec roku wypełniła głównie wojna manewrowa nad górnym Renem prowadzona przez armię cesarską Księcia Lotaryńskiego i armię francuską, którą dowodził marszałek Luxembourg.
W Skanii walcząca ze Szwedami armia duńska poniosła 4 grudnia klęskę pod Lund. Wojska duńskie po tej bitwie ograniczyły się już jedynie do działań obronnych.
W walkach toczonych za Atlantykiem Holendrzy opanowali Gujanę Francuską.

## Rok 1677
Głównym wydarzeniem w kampanii niderlandzkiej w 1677 było oblężenie potężnej twierdzy Valenciennes. Choć armią oblężniczą dowodził marszałek Luxembourg, a wkrótce na miejsce oblężenia przybył sam król Ludwik XIV, pracami oblężniczymi kierował mistrz walki oblężniczej marszałek Vauban. Twierdza padła 17 marca, a wkrótce po niej Francuzi zdobyli Saint Omer i 11 kwietnia pobili armię Wilhelma Orańskiego pod Mont Cassel. Latem toczyła się wojna manewrowa między armią marszałka Luxembourga a armią Wilhelma Orańskiego, w której górę brali Francuzi. Wilhelm Orański nie zdołał zdobyć Charleroi, natomiast marszałek D’Humieres zdobył Saint Ghislain.
W walkach toczonych na Bałtyku flota duńska zadała klęski Szwedom koło wyspy Møn oraz w Zatoce Køge. Ale na lądzie Szwedzi pobili Duńczyków pod Landskroną, sprawiając, że Duńskie plany utrzymania w swych rękach Skanii stały się nierealne.
Na froncie niemieckim Francuzi znów zyskiwali przewagę, głównie dzięki marszałkowi de Créquy, który był całkowicie odmieniony po fatalnej klęsce pod Konzer Brücke i teraz okazał się być najlepszym z uczniów marszałka Turenne’a. W pełni zrewanżował się za doznane wcześniej niepowodzenia Księciu Lotaryńskiemu, którego wyparł z Lotaryngii do linii Renu i odebrał szansę na odzyskanie dziedzicznego księstwa. Wkrótce przybyła kolejna armia cesarska dowodzona przez księcia Sachsen-Eisenach, która przeprawiła się przez Ren pod Philippsburgiem. Wkrótce też została wyparta przez marszałka de Créquy. Gdy książę Lotaryński przyprowadził księciu Sachsen-Eisenach potężne posiłki, marszałek de Créquy 7 października pobił tę wielką armię cesarską w bitwie pod Kochersberg koło Strasburga, dzięki czemu 14 listopada zdobył Fryburg Bryzgowijski. Na Pomorzu szwedzkim natomiast wojska brandenburskie 22 grudnia zdobyły Szczecin.
W tym roku toczono zacięte walki w Indiach Zachodnich, a także na terenie Katalonii, gdzie Francuzi utrzymywali tereny zdobyte w 1675 przez marszałka Schomberga.

## Koniec wojny
W 1678 Ludwik XIV wraz ze swą armią rozpoczął działania wojenne już w lutym. Błyskotliwe manewry zastosowane przez Francuzów sprawiły, że zdobyli Gandawę, a w marcu Ypres.
Nad Renem znakomicie poczynał sobie marszałek de Créquy, który rozpoczął od zwycięstwa pod Rheinfelden (6 lipca 1678), potem zadał wojskom cesarskim kolejną klęskę pod Gengenbach (23 lipca 1678), a następnie zdobył Kehl.
Działająca w Hiszpanii armia francuska marszałka de Navailles także czyniła stałe postępy, które coraz mocniej kazały Hiszpanom myśleć o wyplątaniu się z przegrywanej wojny i zawarciu możliwie najmniej niekorzystnego pokoju.
Dzięki zwycięstwom duńskiej floty wojska brandenburskie działające na Pomorzu szwedzkim odnosiły dalsze sukcesy, zdobywając wyspę Rugię i Strzałów (ob. Stralsund). Planowane wspólne uderzenie polsko-szwedzkie na Prusy Książęce nie doszło do skutku, ponieważ dyplomacja brandenburska wywołała przeciw niemu opozycję w Rzeczypospolitej.
Ostatnią wielką bitwą w tej wojnie była bitwa pod Mons (znana także jako bitwa pod Saint-Denis), stoczona 14 sierpnia 1678, trzy dni po zawartym 10 sierpnia francusko-holenderskim pokoju w Nijmegen. W bitwie tej armia francuska dowodzona przez marszałka Luxembourga pobiła armię holenderską Wilhelma Orańskiego. Francusko-holenderski traktat pokojowy obejmował także Szwecję, z którą Holandia była w stanie wojny od 1675 roku. Traktat ten zobowiązywał Holendrów do zachowania neutralności względem Szwecji.
19 września 1678 Francja zawarła pokój z Hiszpanią, natomiast z cesarzem walki trwały do początku 1679, kiedy to 26 stycznia 1679 Francja i Szwecja podpisały traktat pokojowy z Cesarstwem, w którym Francuzi uzyskali potwierdzenie swych praw do Alzacji i Lotaryngii. Na przełomie 1678/1679 Szwedzi przeprowadzili dywersję z terenu Inflant na Prusy Książęce, która zakończyła się całkowitą klęską. Dwa miesiące po zawarciu pokoju z cesarzem, 19 marca 1679 Szwecja podpisała pokój z Münster, którego żołnierze mieli zostać wycofani ze służby w armii duńskiej. W czerwcu osamotniony elektor brandenburski Fryderyk Wilhelm pod naciskiem Francji zawarł w Saint Germain pokój ze Szwecją, w którym zrzekł się wszystkich dotychczasowych zdobyczy. Również pod naciskiem Francji zawarto 23 sierpnia pokój w Fontainebleau, który nakazywał Danii zwrot wszystkich terytoriów zdobytych na Szwedach. Potwierdzał to traktat w Lund, ostatecznie kończący wojnę duńsko-szwedzką.
Szwecja i Holandia, choć od dłuższego czasu nie prowadziły ze sobą walk, zawarły pokój dopiero 2 października 1679.
Pokój w Nijmegen dał Francji przygraniczne fortece w Niderlandach oraz należącą dotąd do Hiszpanii prowincję Franche-Comté. Francja, która dzięki znakomitym wodzom oraz licznej i świetnie wyszkolonej armii, zaczęła zdobywać nad potężną koalicją coraz bardziej znaczącą przewagę, nie była zbyt chętna do zakończenia wojny, tym bardziej, że po jej stronie walczyła Szwecja, a do wojny chętna była także Rzeczpospolita, która właśnie wyplątała się z ciężkich zmagań z Imperium Osmańskim i traktowała tę wojnę jako możliwość odzyskania Prus Książęcych, a może nawet i będącego pod władzą Cesarstwa Śląska. Tym, co ostatecznie skłoniło Francuzów do rozmów pokojowych, była coraz groźniejsza postawa Anglii, sojusznika z początku wojny, ale teraz państwa, które z coraz większym zaniepokojeniem spoglądało na wielką potęgę Francji, jaka się w tej wojnie objawiła.
Możliwość przystąpienia Anglii do i tak już potężnej koalicji groziła zachwianiem równowagi sił na korzyść wrogów i ostatecznie skłoniła Francję do zawarcia pokoju i pozostawienia samotnie walczących z Danią i Brandenburgią Szwedów.
Zakończona wojna okryła wielką chwałą armię francuską, jej organizację i sposób prowadzenia walki. Jako mistrz budowania i zdobywania fortyfikacji zasłynął marszałek Sébastien Vauban, a Turenne i Kondeusz znaleźli godnych następców w postaci marszałków de Créquy i Luxembourga.
Czego nie udało się Francji zdobyć podczas wojny, spróbowano uzyskać w czasie pokoju. Samowolne wcielanie do Francji obszarów rozproszkowanych na drobne państewka Niemiec, znane w historii pod nazwą reunionów, doprowadziło wkrótce do kolejnej zbrojnej konfrontacji Francji z potężną koalicją (wojna palatynacka), tym razem powiększoną o Anglię.

## Chronologia wojny 1672-1679
- 1672 – bitwa morska pod Solebay (7 czerwca – III wojna angielsko-holenderska)
- 1673 – bitwa morska pod Schooneveld (7 i 14 czerwca – III wojna angielsko-holenderska)
- 1673 – oblężenie Maastricht (13 czerwca – 26 czerwca)
- 1673 – bitwa morska pod Texel (21 sierpnia – III wojna angielsko-holenderska)
- 1673 – oblężenie Bonn (koniec października – 15 listopada)
- 1673 – oblężenie Werl
- 1673 – bitwa pod Heringen
- 1674 – bitwa pod Sinsheim (lub Sinzheim) (16 czerwca)
- 1674 – bitwa pod Ladenburg (7 lipca)
- 1674 – bitwa pod Seneffe (11 sierpnia)
- 1674 – bitwa pod Enzheim (4 października)
- 1674 – bitwa pod Miluzą (pod Muehlhausen) (29 grudnia)
- 1675 – bitwa pod Turckheim (5 stycznia)
- 1675 – bitwa pod Fehrbellin (28 czerwca – wojna szwedzko-brandenburska)
- 1675 – bitwa pod Nieder Sasbach (27 lipca)
- 1675 – bitwa pod Konzer Brücke (11 sierpnia)
- 1676 – bitwa morska pod Alicudi (8 stycznia)
- 1676 – bitwa pod Messyną (25 marca)
- 1676 – bitwa morska pod Golfo di Augusta (22 kwietnia)
- 1676 – bitwa morska pod Jasmundem (25 maja – wojna duńsko-szwedzka 1675-1679)
- 1676 – bitwa morska pod Olandią (1 czerwca – wojna duńsko-szwedzka 1675-1679)
- 1676 – bitwa morska pod Palermo (2 czerwca)
- 1676 – bitwa pod Halmstad (17 sierpnia – wojna duńsko-szwedzka 1675-1679)
- 1676 – bitwa pod Lund (4 grudnia – wojna duńsko-szwedzka 1675-1679)
- 1677 – oblężenie Valenciennes (28 lutego – 17 marca)
- 1677 – oblężenie Cambrai (28 marca – 17 kwietnia)
- 1677 – Bitwa pod Cassel (11 kwietnia)
- 1677 – bitwa morska w Zatoce Køge (1 lipca – wojna duńsko-szwedzka 1675-1679)
- 1677 – bitwa pod Landskroną (24 lipca – wojna duńsko-szwedzka 1675-1679)
- 1677 – bitwa pod Kochersberg (7 października)
- 1678 – oblężenie Offenburga
- 1678 – oblężenie Ypern (18 marca – 25 marca)
- 1678 – bitwa pod Rheinfelden (6 lipca)
- 1678 – bitwa pod Gengenbach (23 lipca)
- 1678 – bitwa pod Saint-Denis (14 sierpnia)